# Ujung Labuhen
Ujung Labuhen is een bestuurslaag in het regentschap Deli Serdang van de provincie Noord-Sumatra, Indonesië. Ujung Labuhen telt 2027 inwoners (volkstelling 2010).